# Anton Hjorth
Anton David Svendsen Hjorth, född 24 november 1830 i Kristiania (nuvarande Oslo), död där 16 september 1891, var en norsk militär. 
Hjorth blev officer 1850, kapten 1860, tjänstgjorde från 1864 som chef för kungens norska garde i Stockholm samt blev 1868 överste och chef för norska jägarkåren, men avskedades 1875, då han ej ville lämna en bisyssla. Åren 1882–88 representerade han Smaalenenes amt i Stortinget. 
Hjorth var en skicklig militär, som på resor studerat olika länders militärväsen, och började 1877 förorda en omläggning av den norska härordningen ("folket i vapen"). Hans idéer utarbetades av hans halvbror, Hans Nysom, och 1879 antog Stortinget oförändrat det av Hjorth och Johan Sverdrup framlagda förslaget, som senare även genomfördes, om än med en del modifikationer och reduktioner, verkställda av två kommissioner (1880–81 och 1884–87).